# Língua falisca

Mapa da distribuição aproximada das línguas faladas na Itália da Idade do Ferro durante o século VI a.C..

O falisco é a língua extinta falada pelos faliscos, povo que habitou a península Itálica durante o início da Antiguidade. Juntamente com o latim, forma o grupo das línguas latino-faliscas. Foi preservada até os dias de hoje na forma de 100 inscrições curtas, que datam dos séculos III e II a.C., e foram escritas numa variante do alfabeto itálico antigo, derivado do etrusco e escrito da direita para a esquerda, que já apresentava alguns traços da influência exercida pelo alfabeto latino.
Um exemplo do idioma aparece escrito em torno das bordas de uma pintura sobre uma pátera: "foied vino pipafo, cra carefo"; em latim: hodie vinum bibam, cras carebo, 'hoje beberei vinho; amanhã não terei'. Nele podem ser vistas algumas das características fonéticas do falisco, como:
1. Retenção do f medial, que no latim se tornou b;
2. Representação do gh inicial do proto-indo-europeu por f (foied, em contraste ao latim hodie, "hoje");
3. Palatalização do d+ i consonântico (iod) num som expresso apenas pelo i- (o som central de foied, anteriormente fo-died;
4. Perda do s final, ao menos diante de certos sons (cra, em contraste ao latim cras, "amanhã");

Outras características indicadas em outras inscrições são:
1. Retenção das labiovelares (fal. cuando = latim quando; em contraste, o úmbrio pan(n)u;)
2. Assimilação de certas consoantes finais ao som inicial da próxima palavra: "pretod de zenatuo sententiad",[3] em latim "praetor de senatus sententia" (zenatuo de senatuos, um genitivo arcaico).[4]

Parece provável que o dialeto perdurou pelo menos até 150 a.C., embora tenha sido gradualmente influenciado pelo latim.
Além dos restos que foram descobertos em sepulturas, e que pertencem principalmente ao período da dominação etrusca, e que dão amplas evidências de refinamento e prosperidade material, os estratos anteriores produziram descobertas ainda mais primitivas do período itálico. Diversas inscrições que consistem apenas de nomes próprios podem ser vistos como etruscos, e não faliscos, e por este motivo foram desconsiderados no que diz respeito ao estudo do próprio falisco. É digno de menção a existência da cidade chamada Feronia na Sardenha, que provavelmente recebeu este nome em homenagem à deusa nativa dos colonos faliscos, dos quais encontrou-se uma inscrição votiva da igreja de Santa Maria di Falleri.
O Museu Nacional Etrusco, de Roma, contém diversos artefatos faliscos.